# Koeberlinia
Koeberlinia je jediný rod čeledi Koeberliniaceae, příslušející do řádu brukvotvarých. Zahrnuje jen dva druhy. Jsou to trnité, xerofytní rostliny obývající suchá stanoviště.

## Evoluce v taxonomii
Ve starších taxonomických systémech hodnotících rostliny podle morfologických vlastností byl někdy rod Koeberlinia řazen do čeledě kaparovitých, jindy čeleď Koeberliniaceae do řádu Capparales apod. Nástupem zatříďování jednotlivých taxonů do vyšších celků na základě evolučních vztahů, byla moderním systémem APG III čeleď Koeberliniaceae začleněna do řádu brukvotvarých.
Dále byl od dosud jediného druhu Koeberlinia spinosa oddělen její bývalý poddruh Koeberlinia holacantha vyskytující se endemiticky pouze v Bolívii a byl povýšen na samostatný druh, takže rod Koeberlinia má nyní dva druhy.

## Rozšíření
Jsou to polopouštní až pouštní rostliny, nenáročné na kvalitu půdy.
- Koeberlinia spinosa roste se mezi ostatní xerofytní vegetací pouze v Severní Americe na jihozápadě Spojených států a ve středním Mexiku.
- Koeberlinia holacantha se vyskytuje jen řídce v Jižní Americe v pouštních oblastech střední Bolívie.[2]

## Popis
Jsou to hodně rozvětvené keře (maximálně vysoké do 3 m a široké do 10 m) nebo zřídka malé stromy (do 5 m) s tenkými zelenými stonky (větvičkami) plnými tlustých, velmi dlouhých ostrých trnů. Rostliny obsahují pryskyřici, mají buňky s myrosinem.
Drobné střídavé listy bez řapíků, maximálně do 5 mm velké, jsou vejčité až eliptické. Vyrůstají z útlých stonků jednotlivě po spirálách brzy po jarních deštích, později stejně jako malé palisty usychají a opadávají, rostlina je po většinu roku bez listí. Funkci listů přebírají fotosyntézující stonky.
Květy zelenobílé barvy jsou nahloučeny do krátkých hroznovitých květenství, vyrůstají z úžlabí listů. Jsou to květy oboupohlavné, radiálně souměrné, cyklické se 4 kališními a 4 korunními lístky uspořádanými do 2 přeslenů, všechny jsou volné a střechovitě uspořádány. Tyčinek s podélně pukajícími prašníky je v květu 8. Pyl je trikolporátní. Gyneceum je tvořeno 2 až 5 plodolisty.
Květy se objevují po celý rok, ale nejvíce po deštích, opylovány jsou hmyzem. Nepukavé plody jsou černé bobule o průměru do 3,5 mm s 1 nebo až 4 semeny, dozrávají průběžně celoročně.

## Význam
Suchomilné rostliny rodu Koeberlinia nemají hospodářský význam.